# Duncan James
Duncan Matthew James Inglis (Salisbury, 7 april 1978) is een Brits zanger. Hij maakt deel uit van de popformatie Blue.

## Privéleven
Duncan James heeft een dochter. In een interview met News of the World in 2009 onthulde hij biseksueel te zijn. 
Duncan verklaarde in een interview op BBC familie te zijn van Herbert Chapman, de manager van voetbalclub Arsenal FC in de jaren 30.

## Discografie

### Albums
| Future Past | 2006 | 12-06-2006 |

### Singles
| Single met eventuele hitnotering(en) in de Nederlandse Top 40 | Datum van verschijnen | Datum van binnenkomst | Hoogste positie | Aantal weken | Opmerkingen |
| ------------------------------------------------------------- | --------------------- | --------------------- | --------------- | ------------ | ----------- |
| I Believe My Heart                                            | 2004                  |                       |                 |              | Met Keedie  |
| Sooner Or Later                                               | 2006                  |                       |                 |              |             |
| Can't Stop a River                                            | 2006                  |                       |                 |              |             |
| Amazed                                                        | 2006                  |                       |                 |              |             |